# Tempio italico di Castel di Ieri
Il tempio italico di Castel di Ieri è un luogo di culto dei Peligni Superequani sito nel territorio del comune di Castel di Ieri (AQ), in località Piè di Franci lungo la strada provinciale Claudia Nova per Goriano Sicoli.

## Descrizione
I resti si trovano ai piedi di una parete rocciosa dove, nel passato, era presente una sorgente e sono stati scavati dalla Soprintendenza per i beni archeologici dell'Abruzzo a partire dal 1987. L'area archeologica si estende su 120 m x 90 m.
Gli scavi hanno riportato alla luce i resti di due templi, Tempio A e Tempio B, per i quali è ancora incerto a quale divinità fossero dedicati, anche se si ipotizza che quello più recente e ancora visibile, fosse dedicato a Giove Egioco. Scavi successivi hanno portato alla luce anche cinque tombe, rinvenute più in profondità rispetto ai resti dei templi.
Il tempio A fu costruito utilizzando i materiali del tempio B, anche se i due siti non coincidono. Il tempio più antico (tempio "B"), ora interrato, è datato al IV secolo a.C. dai materiali votivi associati, presentava uno zoccolo in pietra con alzato in materiale deperibile.
Ad un livello più alto di circa 2 m si sovrappose parzialmente al primo tempio un secondo edificio templare (tempio "A"), risalente al II secolo a.C. e monumentalizzato nel secolo seguente, sulla base di un'iscrizione a mosaico nel pavimento. Del secondo tempio si conservano il podio (15,12 m x 19,80 m) in opera poligonale, rivestito da lastre in calcare e accessibile da una scalinata frontale.
La cella tripartita era preceduta da un profondo pronao a quattro colonne, con capitelli ionici. I tre ambienti erano pavimentati con un mosaico, quello centrale con motivi geometrici, e conservavano sulle pareti tracce di intonaco dipinto. In fondo alle celle erano presenti dei piccoli ambienti o nicchie chiusi da cancellate, che dovevano servire a custodire gli oggetti di culto o gli archivi e il tesoro della comunità. La cella centrale conserva sul fondo il basamento per la statua di culto, che chiuse la nicchia.
Il secondo tempio presentava una ricca decorazione in terracotta, oggi conservata presso il Museo archeologico nazionale d'Abruzzo a Chieti.
Sono stati rinvenuti anche frammenti della probabile statua di culto, in marmo bianco (frammenti di mantello ornati da serpenti, forse riferibili all'egida della dea Minerva) e bronzetti votivi, tra i quali una figura di Ercole. Sono inoltre venuti alla luce i resti di una scultura raffigurante probabilmente un leone.

### I Mosaici
Il mosaico bianco del pavimento della stanza principale(centrale) riporta, un quadrato nel quale è contenuto un labirinto in mosaico bianco/nero. Agli angoli dello stesso, sono raffigurati, da sinistra in alto -(in senso orario): a) una croce cristiana (greca - con quattro bracci uguali); b) nel secondo angolo, la clessidra posizionata orizzontalmente quale " simbolo dell'infinito"; c) al terzo angolo,(in basso) "la rosa dei venti"; d) al quarto angolo(a sinistra), "la croce rostrata" Ariana, (con i rostri orientati in senso antiorario). Al centro del labirinto stesso, c'è un  quadrato, nel quale è inserito ancora un quadrato, a mosaico nero, dai lati leggermente concavi, le cui punte sono incuneate negli angoli del primo. In questo secondo quadrato è incastonato, infine, un triangolo bianco il cui apice è rivolto ad ovest indicando la direzione per  ROMA - ed agli angoli, quattro elementi di mosaico bianco, quali  punti cardinali.
La scritta in mosaico nero su bianco, realizzata su due righe, identifica le famiglie dei magistrati romani che si occuparono del restauro del tempio:
1ª Riga  -  E D I U S    C. F.  S E R.  D E C R.   L.         E D I V S    V  
- C A E D I U S    C. F.  S E R.  D E C R.   L. P E T I E D I V S    V A R O
2ª Riga -          E. F A C.  E X. P A G. (pagus)              C. E I D U (m q u e)
La tribù è quella della famiglia Sergia, una delle Gens più antiche di Roma.

## Galleria d'immagini

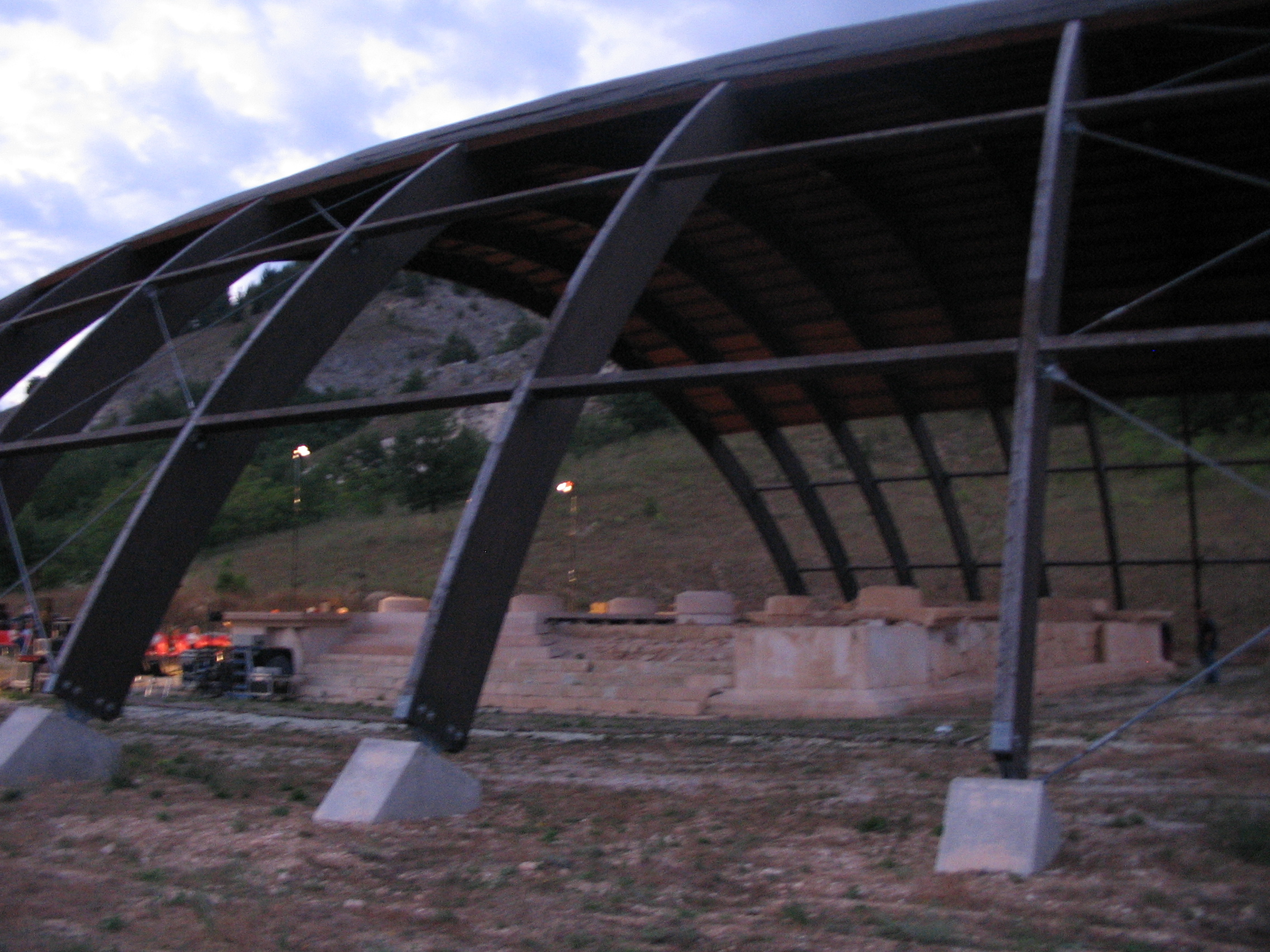
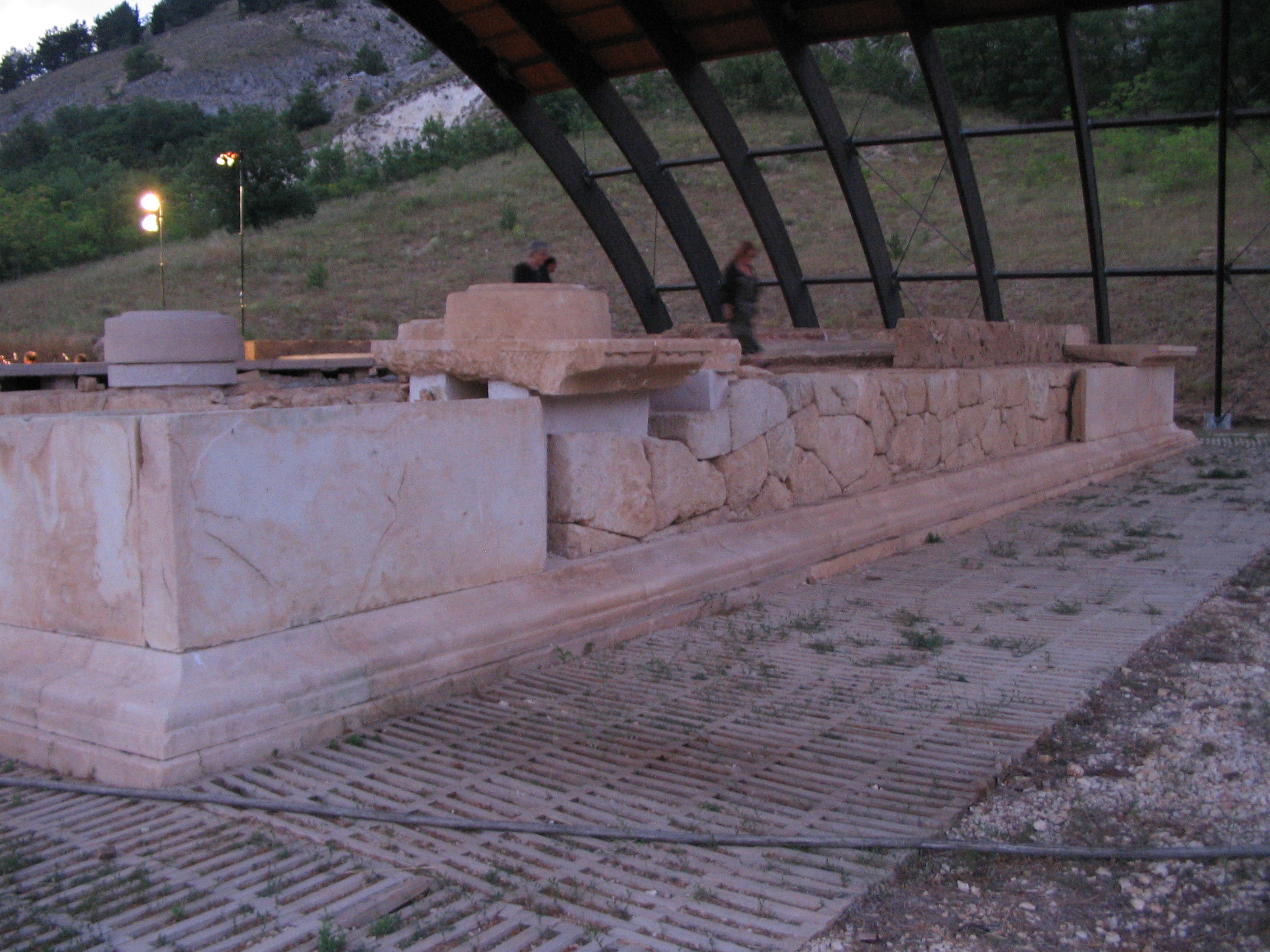
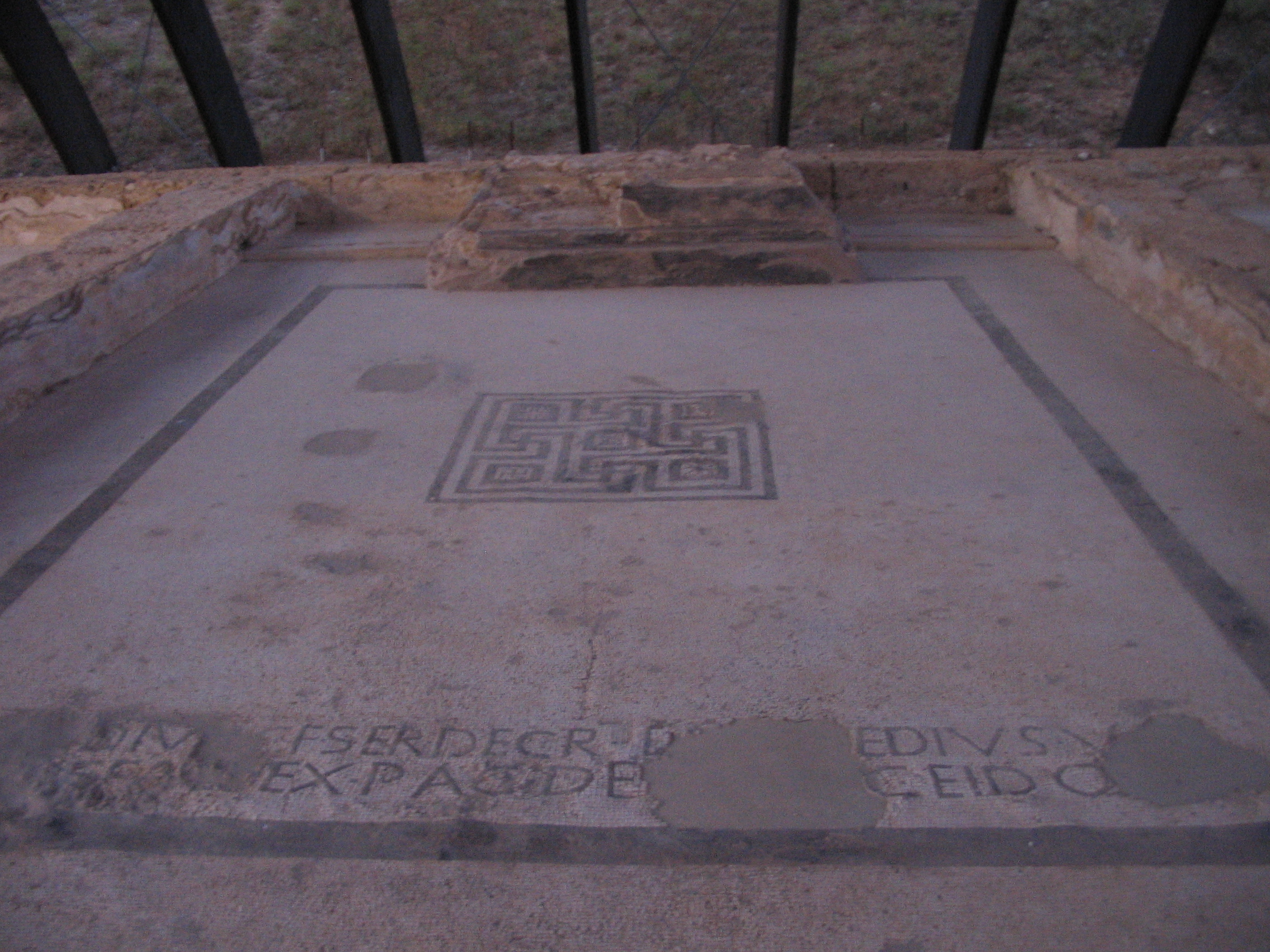
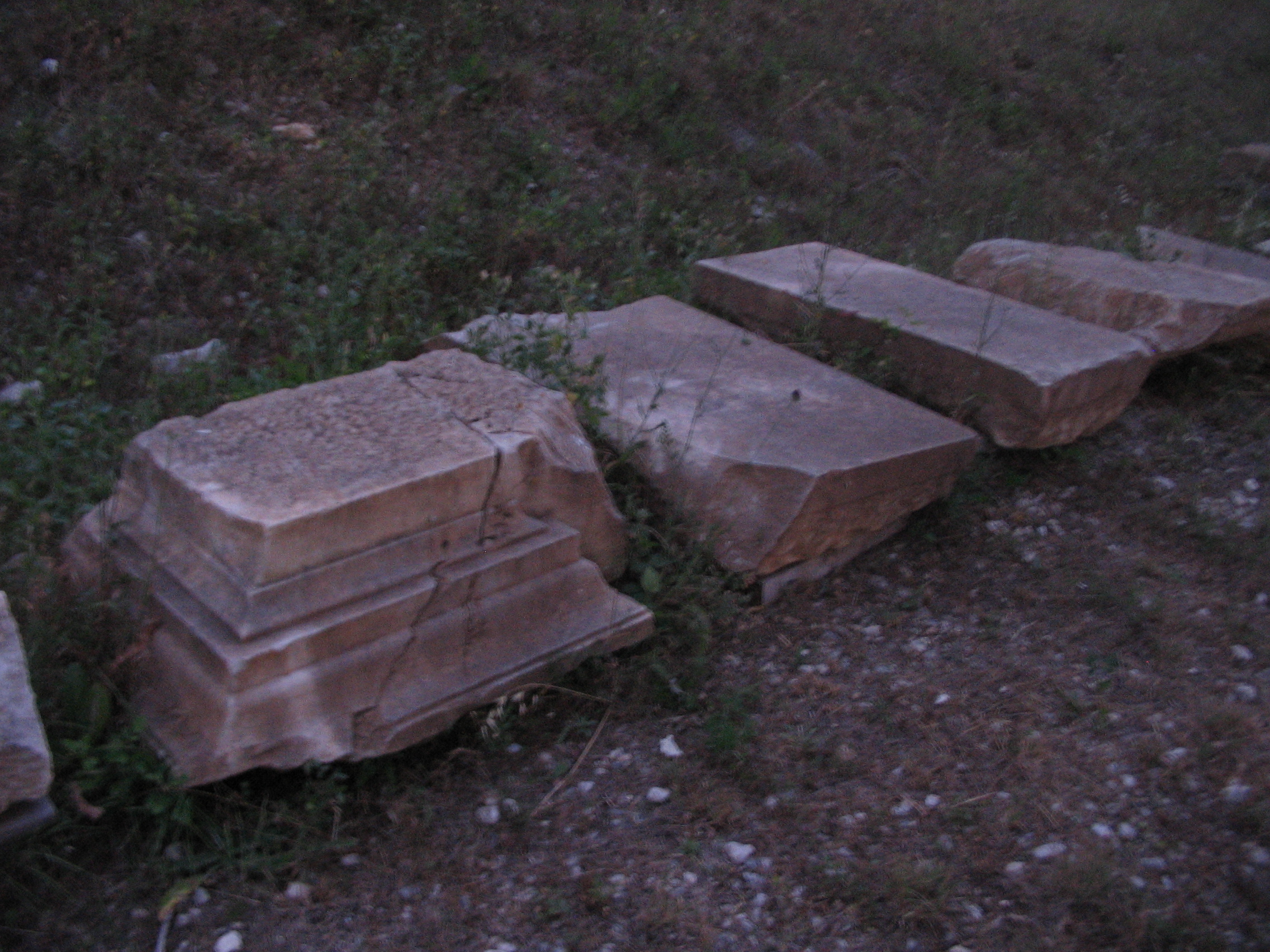